# 非洲棕櫚松鼠屬
非洲棕櫚松鼠屬（学名：Epixerus），哺乳綱、囓齒目、松鼠科的一屬，而與非洲棕櫚松鼠屬（非洲棕櫚松鼠）同科的動物尚有平原矮松鼠屬（平原矮松鼠）、棕櫚松鼠屬（棕櫚松鼠）、長吻松鼠屬（山林長吻松鼠）、草原犬鼠屬（猶他草原犬鼠）等之數種哺乳動物。

## 下属物种
本属包括以下物种：
- 非洲棕櫚松鼠 Epixerus ebii (Temminck, 1853)，愛氏棕櫚松鼠，基异名：Sciurus ebii Temminck, 1853
  - Epixerus ebii subsp. ebii (Temminck, 1853)
  - Epixerus ebii subsp. jonesi Hayman, 1954
  - Epixerus ebii subsp. wilsoni (Du Chaillu, 1860)